# James Lofton
James David Lofton (Fort Ord, 5 luglio 1956) è stato un giocatore di football americano, di nazionalità statunitense, che ha giocato nel ruolo di wide receiver per sedici stagioni nella National Football League (NFL). Fu scelto nel corso del primo giro (6º assoluto) del Draft NFL 1978 dai Green Bay Packers. Nel 2003 è stato inserito nella Pro Football Hall of Fame.

## Carriera professionistica
Lofton fu scelto nel corso del primo giro (sesto assoluto) del Draft 1978 dai Green Bay Packers. Fu convocato otto volte per il Pro Bowl (sette coi Packers, una coi Bills). Inoltre fu inserito quattro volte nella formazione ideale della stagione All-Pro. Durante i suoi anni coi Bills disputò tre Super Bowl, senza vincerne alcuno. Lofton fu inserito nella Pro Football Hall of Fame nel 2003.
Nelle sue sedici stagioni nella NFL, Lofton ricevette 764 passaggi per 14.004 yard e 75 touchdown. Egli mantenne una media di almeno 20 yard per ricezione per 5 stagioni, guidando la lega nel 1983 e nel 1984 con 22,4 e 22 yard a passaggio rispettivamente. Inoltre corse 32 volte per 246 yard e un touchdown.
Lofton è stato il primo giocatore della storia della NFL a raggiungere le 14.000 yard ricevute in carriera e il primo a segnare un touchdown negli anni settanta, ottanta e novanta. Durante le sue nove stagioni a Green Bay divenne il leader di tutti i tempi della franchigia con 9.656 yard (in seguito superato da Donald Driver). Nel 1991, Lofton divenne il più vecchio giocatore a superare quota mille yard ricevute in una stagione (poi superato da Jerry Rice). Il 21 ottobre della stessa stagione, Lofton divenne il più vecchio giocatore a superare le 200 yard totali guadagnate in una partita (35 anni, 108 giorni). Attualmente si trova al secondo posto di questa speciale classifica, superato solo da Mel Gray (35 anni, 204 giorni)

## Palmarès
- (8) Pro Bowl (1978, 1980, 1981, 1982, 1983, 1984, 1985, 1991)
- (4) First-team All-Pro (1980, 1981, 1983, 1984)
- (2) Second-team All-Pro (1982, 1985)
- PFWA All-Rookie Team - 1978
- Club delle 10.000 yard ricevute in carriera
- Formazione ideale della NFL degli anni 1980
- Green Bay Packers Hall of Fame
- Formazione ideale del 50º anniversario dei Buffalo Bills
- Pro Football Hall of Fame (classe del 2003)

## Statistiche
| Yard su ricezione      | 14.004 |
| Touchdown su ricezione | 75     |